# Nâu tanin
 #D2B48C 
Màu nâu tanin (tan) là màu nâu ánh hung đen. Tên gọi của nó có xuất xứ từ chữ tannum, hay nước ép từ vỏ cây sồi, được sử dụng trong quy trình thuộc da. Kết quả của quy trình này thông thường tạo ra da với màu 'tanin'.

## Tọa độ màu
```
Số Hex
 = #D2B48C

RGB
 (r, g, b) = (210, 180, 140)

CMYK
 (c, m, y, k) = (18, 29, 45, 0)

HSV
 (h, s, v) = (34, 33, 82)
```